# Coordinadora Unitaria Mapuche
La Coordinadora Unitaria Mapuche (En mapudungún: Futa Trawun Kiñewan Pu Mapuche) fue una confederación de organizaciones mapuches de Chile, activa entre 1987 y 1989, y que tuvo por objetivo aunar a las fuerzas de este grupo étnico en el marco del final de la dictadura de Augusto Pinochet.

## Historia
En mayo de 1987 la organización Nehuén Mapu convoca a un "Aylla Rewen", cuyo objetivo sería tratar los el derecho a la tierra y la elaboración de un nuevo proyecto histórico para el pueblo mapuche. Este encuentro finalmente se realiza el 15 de junio de 1987, dando por fundada la Coordinadora Unitaria Mapuche (Futa Trawun Kiñewan Pu Mapuche). Entre sus demandas se encuentra el reconocimiento constitucional del pueblo mapuche y el reemplazo del D.L. 2.568 de división de propiedades vigente desde 1978.
Al momento de su fundación, la coordinadora estuvo conformada por las agrupaciones Ad-Mapu, Asociación Gremial de Arauco, Butahuillimapu (Junta de caciques de Osorno), Centros Culturales Mapuches, Nehuén Mapu, Sociedad Araucana y Unión Araucana, abarcando de esa manera a la mayor parte del espectro político mapuche.
Poco después de su fundación, la Coordinadora fue invitada a participar en la Comisión Técnica de Pueblos Indígenas de la Comisión Chilena de Derechos Humanos, espacio que levantó los insumos que fueron finalmente parte del Acuerdo de Nueva Imperial entre pueblos originarios y la Concertación de Partidos por la Democracia. La participación en esta Comisión produjo un quiebre al interior de la Coordinadora en 1989, donde no hubo acuerdo con respecto a este camino institucional.
En 1989 las organizaciones participantes de la Comisión organizaron el indigenista Partido por la Tierra y la Identidad (1989-1991), y el Consejo Nacional de Pueblos Indígenas de Chile.